# Sophrops kawadai
Sophrops kawadai är en skalbaggsart som beskrevs av Shuhei Nomura 1959. Sophrops kawadai ingår i släktet Sophrops och familjen Melolonthidae. Utöver nominatformen finns också underarten S. k. okinawaensis.